# Калинин, Григорий Дмитриевич
Григорий Дмитриевич Калинин (1908 год, деревня Клёновка, Оханский уезд, Пермская губерния — 27 декабря 1972 года, село Крупское, Талды-Курганский район, Талды-Курганская область, Казахская ССР) — советский казахстанский государственный, партийный и хозяйственный деятель, председатель колхоза имени Крупской Талды-Курганского района Талды-Курганской области, Казахская ССР. Герой Социалистического Труда (1971). Депутат Верховного Совета Казахской ССР 6-го созыва.

## Биография
Родился в 1908 году в крестьянской семье в деревне Клёновка (сегодня не существует) Оханского уезда.
С 1929 года трудился в местном колхозе, с 1935 года — ветеринар в Кокпектинском районе Восточно-Казахстанской области. В 1936—1937 годах проходил срочную службу в Красной Армии. С 1937 по 1948 года — начальник ветеринарного управления в Семипалатинской и Павлодарской областях. В 1939 году вступил в ВКП(б).
С 1948 года — инструктор сельскохозяйственного отдела Талды-Курганского обкома, секретарь райкома Компартии Казахстана по работе с Талды-Курганской МТС. В 1956 году избран председателем колхоза имени Крупской Талды-Курганского района.
Вывел колхоз в число передовых сельскохозяйственных предприятий Талды-Курганской области. По итогам работы колхоза в 1956 году награждён Орденом Трудового Красного Знамени (1957) и в 1965 году — Орденом Ленина.
Колхоз имени Крупской под руководством Абдрахмана Даутова досрочно выполнил задания Восьмой пятилетки (1966—1970) по сельскохозяйственному производству и стал крупнейшим сельскохозяйственным предприятием Талды-Курганской области. Колхоз по итогам пятилетки сдал государству 42558 тонн сахарной свёклы, перевыполнив план на 122,4 %. План по сдаче зерновых составил 227 %. Поголовье крупного рогатого скота по сравнению на начало 1963 года возросло на 35 % и свиней — на 27 %. От каждой сотни овцематок в среднем было получено по 112 ягнят. 8 апреля 1971 года Указом Президиума Верховного Совета СССР удостоен звания Героя Социалистического Труда «за выдающиеся успехи, достигнутые в развитии сельскохозяйственного производства и выполнении пятилетнего плана продажи государству продуктов земледелия и животноводства» с вручением ордена Ленина и золотой медали Серп и Молот.
Избирался членом Талды-Курганского обкома и Талды-Курганского райкома Компартии Казахстана, депутатом Верховного Совета Казахской ССР 6-го созыва (1963—1967), депутатом Талды-Курганского областного и Талды-Курганского районного Советов народных депутатов.
После выхода на пенсию проживал в селе Крупское Талды-Курганского района, где скончался в декабре 1972 года.
Награды и звания
- Герой Социалистического Труда
- Орден Ленина — дважды (31.12.1965; 1971)
- Орден Трудового Красного Знамени (11.01.1957)
- Медаль «За трудовую доблесть» (22.06.1950)
- Золотая и серебряная медали ВДНХ